# 118. vestlige længdekreds
Den 118. vestlige længdekreds (eller 118 grader vestlig længde) er en længdekreds, der ligger 118 grader vest for nulmeridianen. Den løber gennem Ishavet, Nordamerika, Stillehavet, det Sydlige Ishav og Antarktis.